# Phare de Bremstein
Le phare de Bremstein (en norvégien : Bremstein fyr) est un phare côtier de la commune d'Vega, dans le Comté de Nordland (Norvège). Il est géré par l'administration côtière norvégienne (en norvégien : Kystverket).
Ce phare est classé patrimoine culturel par le Riksantikvaren depuis 1999.

## Histoire
Le phare est situé sur l'île de Geiterøya de l'archipel de Vega, à environ 22 kilomètres à l'ouest de l'île principale de Vega. Le phare a été automatisé en 1980.
Le phare est unique en son genre car il possède une lentille de Fresnel de 2e ordre sur chacune de ses galeries, de fabrication française est toujours en service.

## Description
Le phare  est une tour conique en fonte de 27 mètres de haut, avec double galerie et lanterne. La tour est peinte en rouge avec une bande blanche au-dessus de la première galerie, celle du feu secondaire. Une maison de gardien de 2 étages est à proximité. Il émet, à une hauteur focale de 41,5 mètres, trois éclats blancs toutes les 40 secondes. Sa portée nominale est de 18 milles nautiques (environ 33 km).
Son feu à occultations  secondaire émet, à une hauteur focale de 31 mètres, trois éclats (blanc, rouge et vert selon différents secteurs) toutes les 10 secondes.
Identifiant : ARLHS : NOR-007 ; NF-6000 - Amirauté : L2098 - NGA : 9436 .

### Lien connexe
- Liste des phares de Norvège